# Oğuzi járás
Az Oğuzi járás (azeri nyelven: Oğuz rayonu) Azerbajdzsán egyik járása. Székhelye Oğuz.

Az Oğuzi járás elhelyezkedése Azerbajdzsánban

## Népesség
- 1999-ben 36 488 lakosa volt, melyből 29 735 azeri (81,5%), 5 167 lezg (14,2%), 1 021 török, 217 orosz és ukrán, 179 zsidó, 104 udin, 33 tatár, 5 örmény, 3 avar.
- 2009-ben 40 248 lakosa volt, melyből 34 296 azeri (85,1%), 4 831 lezg (12%), 805 török, 142 orosz, 85 zsidó, 74 udin, 21 kurd, 5 tatár.